# Thorius pulmonaris
Espèce
Statut de conservation UICN

 CR  : 
En danger critique
Thorius pulmonaris est une espèce d'urodèles de la famille des Plethodontidae.

## Répartition
Cette espèce est endémique de l'État d'Oaxaca au Mexique. Elle se rencontre de 2 100 à 2 500 m d'altitude sur le Cerro San Felipe.

## Publication originale
- Taylor, 1940 "1939" : New salamanders from Mexico, with a discussion of certain known forms. University of Kansas Science Bulletin, vol. 26, no 12, p. 407-430 (texte intégral).